# Parvicursor remotus
Parvicursor remotus es la única especie conocida del género extinto Parvicursor ("pequeño corredor") de dinosaurio terópodo alvarezsáurido, que vivió a finales del período Cretácico, hace aproximadamente 83 y 71 millones de años en el Campaniense, en lo que hoy es Asia. Parvicursor fue un pequeño dinosaurio con largas y robustas patas adaptadas a la carrera rápida. Midió solamente 39 centímetros desde el hocico hasta la punta de la cola y peso 162 gramos. Es uno de los dinosaurios no avianos más pequeños conocidos.

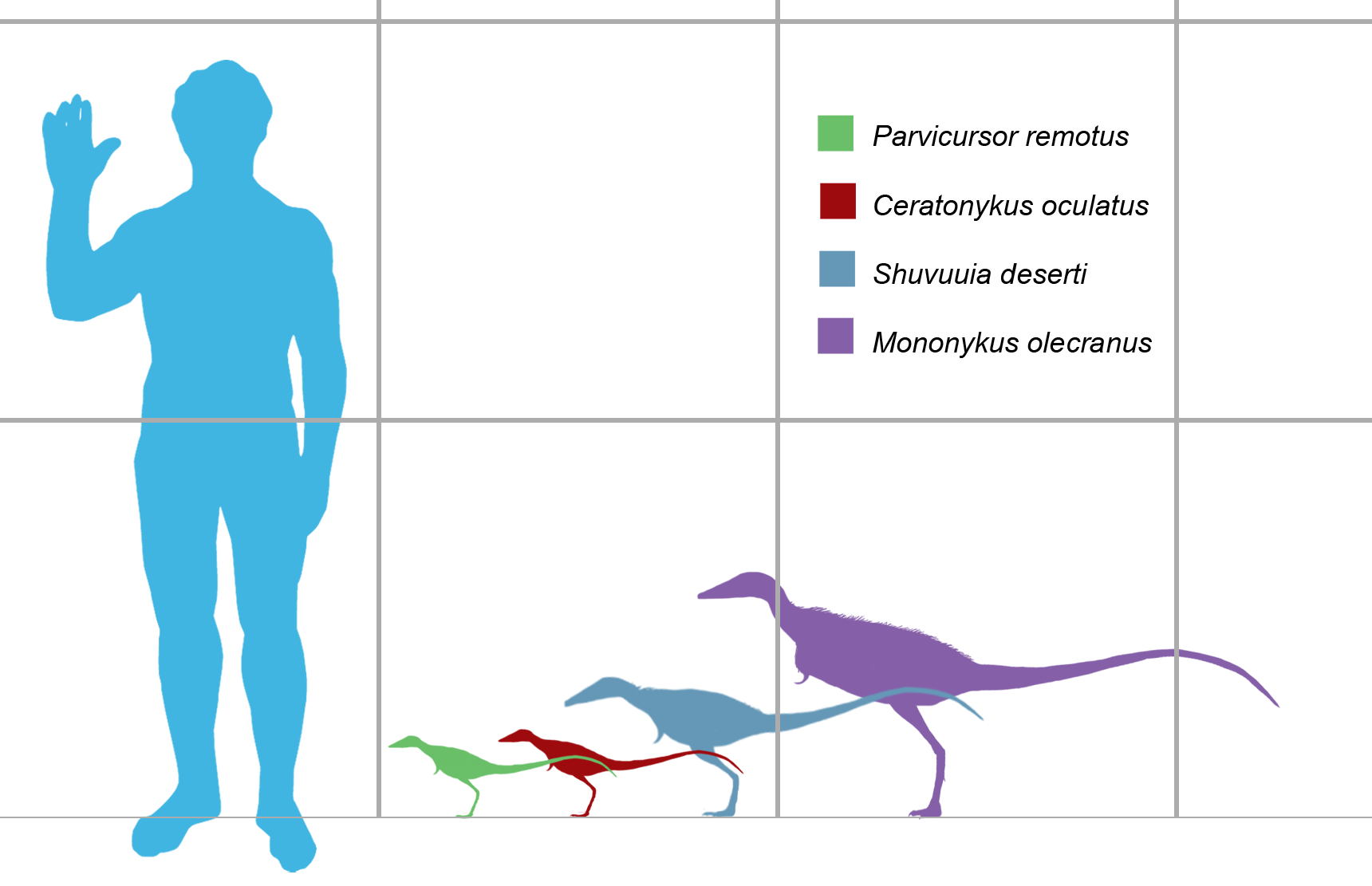
Tamaño de P. remotus (verde) en comparación con otros alvárezsauridos pequeños

Como otros alvarezsáuridos, las extremidades superiores del Parvicursor eran cortas, no aptas para movimientos flexibles y terminadas en una gran garra, posiblemente usada para abrir nidos de termitas y realizar otras excavaciones. Por el contrario esta garra no le debe haber servido mucho de defensa y no estaba adaptada para movimientos flexibles. Sin dudas su método de defensa debió haber sido una rápida huida como indica su nombre. Este proviene del latín Parvus que significa pequeño y cursor corredor.
Parvicursor es conocido de los sedimentos del Campaniano, a finales del Cretácico Superior en Khulsan, Mongolia. La especie tipo, P. remotus, es solo conocida por un esqueleto incompleto, la mayor parte de la pelvis y el miembro posterior. Sus parientes cercanos incluyen a Shuvuuia y Mononykus, que juntos son incluidios en la subfamilia Mononykinae dentro de Alvarezsauridae. La especie tipo P. remotus fue descrita en 1996 por los paleontólogos rusos A. A. Karhu y A. S. Rautian.
Al parecer hay una segunda especie, todavía no nombrada, de Parvicursor. Dos especímenes de diminutos alvarezsáuridos fueron descritos por Suzuki et al. en 2002. Estos autores consideran los especímenes como ejemplares juveniles de Shuvuuia, que vivieron en la misma formación. Sin embargo, un estudio de Nick Longrich y Philip Currie en 2008 sugirió que muchos de los caracteres del esqueleto, incluyendo la muñeca y huesos pélvicos fundidos, indican que estos especímenes eran de hecho adultos de una especie minúscula del alvarezsáurido. Un análisis filogenético encontró que estarían estrechamente relacionado con Parvicursor, y los autores se refieren a estos provisionalmente como Parvicursor sp. dejándolos para futuros estudios.